# Bezruky

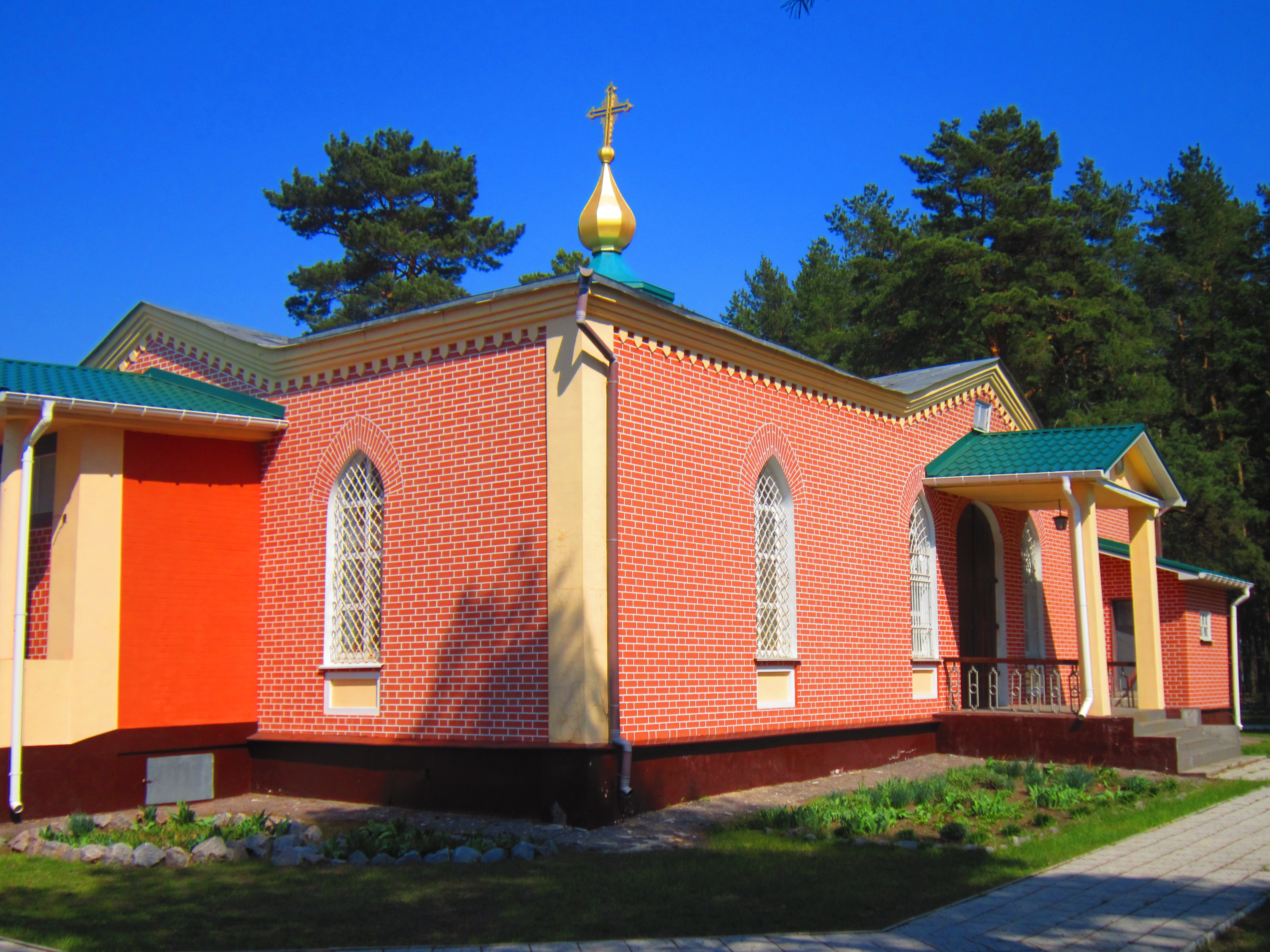
Iglesia de san Juan el Evangelista de Bezruky.

Bezruky (en ucraniano: Безруки) es un pueblo en el norte del óblast de Járkov de Ucrania con alrededor de 2400 habitantes (2001).
El pueblo, fundado en 1695, es el centro administrativo del consejo del distrito del mismo nombre, con 12,84 km² en el centro del raión de Dergachi, que también incluye el pueblo de Leshchenky (Лещенки) con aproximadamente 200 habitantes.
Bezruky está ubicado a una altitud de 118 m en la orilla del río Lopan, afluente izquierdo de 96 km de largo del río Udy, 9 km al norte del centro del raión de Derjachi y 25 km al noroeste del centro de la región de Járkov. Al suroeste corre la carretera territorial T-21-03 y al este discurre la carretera territorial T-21-17. Bezruky tiene una estación de tren en el ferrocarril Járkov-Bélgorod (Rusia).

## Historia
La iglesia Teológica fue construida en 1898 por el esfuerzo de los feligreses, en un estilo arquitectónico ecléctico. Esta tendencia en la arquitectura dominó Europa y Rusia en 1830-1890. Fue consagrada el 28 de diciembre de 1898. En 1930, bajo la República Socialista Soviética de Ucrania, la iglesia fue cerrada y el campanario fue destruido. El pueblo pasó por la gran hambruna, Holodomor, de 1932-1933. En 1942 (durante la ocupación alemana), los servicios se reanudaron en la iglesia después de las correspondientes reparaciones.
El área fue invadida por Rusia en 2022.